# Gare de Houraing
La gare de Houraing est une halte ferroviaire belge de la ligne 90, de Denderleeuw à Jurbise, située au sud de la ville de Lessines dans la province de Hainaut en région wallonne.
Elle est mise en service en 1934. C'est un arrêt de la Société nationale des chemins de fer belges (SNCB) desservie par des trains Omnibus (L) et d'Heure de pointe (P).

## Situation ferroviaire
Établie à 22 m d'altitude, l'arrêt de Houraing est située au point kilométrique (PK) 29,600 de la ligne 90, de Denderleeuw à Jurbise, entre les gares ouvertes de Lessines et de Papignies.

## Histoire
L'arrêt de Houraing est mis en service en 1934.

## Service des voyageurs

### Accueil
Halte SNCB, c'est un point d'arrêt non gardé (PANG) à accès libre.
La traversée des voies et le passage d'un quai à l'autre se fait par le passage à niveau routier.

### Desserte
Houraing est desservie par des trains Omnibus (L) et d’Heure de pointe (P) de la SNCB, qui effectuent des missions sur la ligne commerciale 90 (voir brochures SNCB,).
En semaine, la desserte est constituée de trains L reliant, toutes les heures, Grammont à Mouscron via Ath. Les week-ends et jours fériés, ils relient Grammont à Mons et Quévy.
Quelques trains supplémentaires (P) se rajoutent en heure de pointe les jours ouvrables :
- trois trains P de Grammont à Ath (le matin) dont un continue vers Mons ;
- un train P d'Ath à Grammont (l’après-midi) ;
- un train P de Mons à Grammont (l’après-midi).

-->

### Intermodalité
Un parc pour les vélos y est aménagé. Le stationnement des véhicules est possible à proximité. La gare fonctionne sans guichet ; seul un automate est disponible

## Comptage voyageurs
Le graphique et le tableau montrent le nombre de passagers qui en moyenne embarquent durant la semaine, le samedi et le dimanche.
| Nombre de voyageurs qui embarquent à la gare de Houraing | Nombre de voyageurs qui embarquent à la gare de Houraing | Nombre de voyageurs qui embarquent à la gare de Houraing | Nombre de voyageurs qui embarquent à la gare de Houraing |
|                                                          | Semaine                                                  | Samedi                                                   | Dimanche                                                 |
| -------------------------------------------------------- | -------------------------------------------------------- | -------------------------------------------------------- | -------------------------------------------------------- |
| 1977                                                     | 247                                                      | 56                                                       | 33                                                       |
| 1978                                                     | 273                                                      | 74                                                       | 37                                                       |
| 1979                                                     | 200                                                      | 23                                                       | 18                                                       |
| 1980                                                     | 224                                                      | 19                                                       | 23                                                       |
| 1981                                                     | 206                                                      | 17                                                       | 18                                                       |
| 1982                                                     | 178                                                      | 18                                                       | 29                                                       |
| 1983                                                     | 202                                                      | 17                                                       | 18                                                       |
| 1984                                                     | 143                                                      | 19                                                       | 17                                                       |
| 1985                                                     | 150                                                      | 29                                                       | 23                                                       |
| 1986                                                     | 155                                                      | 27                                                       | 27                                                       |
| 1987                                                     | 150                                                      | 25                                                       | 23                                                       |
| 1988                                                     | 127                                                      | 25                                                       | 26                                                       |
| 1989                                                     | 137                                                      | 24                                                       | 28                                                       |
| 1990                                                     | 155                                                      | 54                                                       | 39                                                       |
| 1991                                                     | 194                                                      | 62                                                       | 49                                                       |
| 1992                                                     | 216                                                      | 64                                                       | 51                                                       |
| 1993                                                     | 191                                                      | 62                                                       | 55                                                       |
| 1994                                                     | 139                                                      | 25                                                       | 19                                                       |
| 1995                                                     | 155                                                      | 28                                                       | 29                                                       |
| 1996                                                     | 168                                                      | 37                                                       | 18                                                       |
| 1997                                                     | 187                                                      | 46                                                       | 26                                                       |
| 1998                                                     | 131                                                      | 26                                                       | 27                                                       |
| 1999                                                     | 105                                                      | 88                                                       | 74                                                       |
| 2000                                                     | 136                                                      | 24                                                       | 12                                                       |
| 2001                                                     | 128                                                      | 20                                                       | 24                                                       |
| 2002                                                     | 117                                                      | 22                                                       | 15                                                       |
| 2003                                                     | 120                                                      | 22                                                       | 14                                                       |
| 2004                                                     | 117                                                      | 24                                                       | 22                                                       |
| 2005                                                     | 158                                                      | 22                                                       | 25                                                       |
| 2006                                                     | 141                                                      | 27                                                       | 24                                                       |
| 2007                                                     | 162                                                      | 28                                                       | 14                                                       |
| 2008                                                     | -                                                        | -                                                        | -                                                        |
| 2009                                                     | 169                                                      | 34                                                       | 15                                                       |
| 2010                                                     | -                                                        | -                                                        | -                                                        |
| 2011                                                     | -                                                        | -                                                        | -                                                        |
| 2012                                                     | 172                                                      | 27                                                       | 20                                                       |
| 2013                                                     | 183                                                      | 27                                                       | 16                                                       |
| 2014                                                     | 149                                                      | 25                                                       | 27                                                       |
| 2015                                                     | 177                                                      | 32                                                       | 21                                                       |
| 2016                                                     | 127                                                      | 31                                                       | 22                                                       |
| 2017                                                     | 161                                                      | 42                                                       | 28                                                       |
| 2018                                                     | 128                                                      | 52                                                       | 38                                                       |
| 2019                                                     | 144                                                      | 32                                                       | 25                                                       |
| 2020                                                     | 107                                                      | 54                                                       | 41                                                       |
| 2021                                                     | -                                                        | -                                                        | -                                                        |
| 2022                                                     | 167                                                      | 55                                                       | 44                                                       |
| 2023                                                     | 176                                                      | 84                                                       | 54                                                       |
| 2024                                                     | 185                                                      | 74                                                       | 65                                                       |